# روابط ترکیه و زیمبابوه

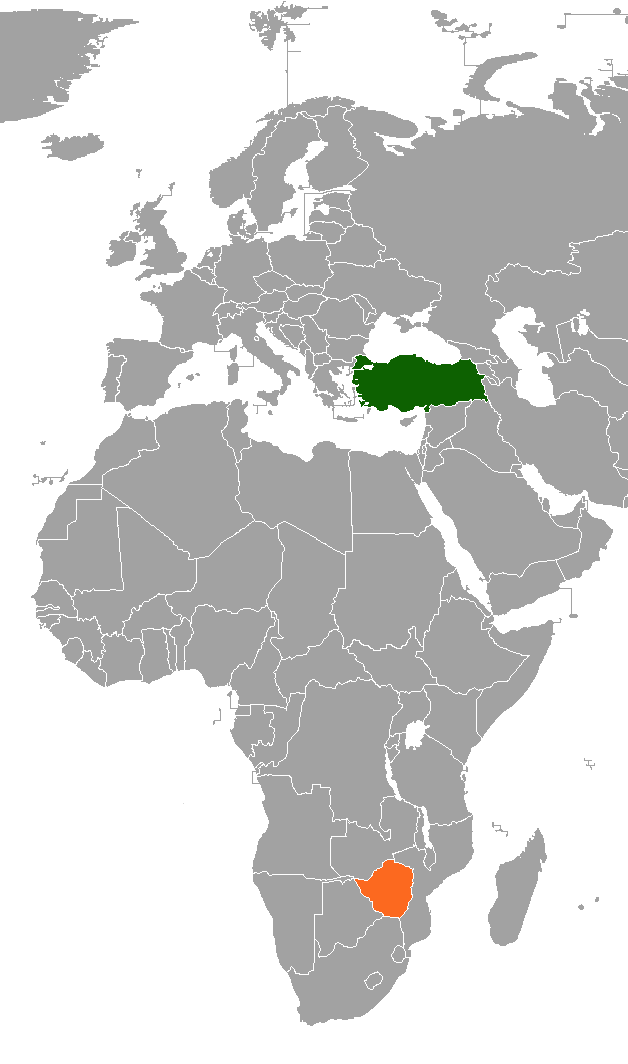
موقعیت جغرافیایی ترکیه (سبز) و زیمبابوه (نارنجی) بر روی نقشه

روابط ترکیه و زیمبابوه روابط خارجی بین ترکیه و زیمبابوه است. ترکیه در هراره پایتخت زیمبابوه سفارتخانه دارد و جمهوری زیمبابوه نیز در ۳ اکتبر ۲۰۱۹ سفارت خود را در آنکارا افتتاح کرد.

## روابط سیاسی
ترکیه و زیمبابوه به طور کلی تا سال ۱۹۹۰ روابط دوستانه ای داشتند. با روی کار آمدن اردوغان این روابط تقویت شد. در سال ۲۰۱۱ سفارت  ترکیه در هراره افتتاح شد. جمهوری زیمبابوه نیز در ۳ اکتبر ۲۰۱۹ سفارت خود را در آنکارا افتتاح کرد.

## تجارت
در سال ۲۰۱۸ حجم تجارت بین دو کشور ۱۷.۷ میلیون دلار بود (صادرات/واردات ترکیه: ۵.۹/۱۱.۸ میلیون دلار).
در سال ۲۰۲۳ حجم تجارت دو کشور به ۳۵ میلیون دلار رسید.

## روابط فرهنگی
در حال حاضر ترکیه با زیمبابوه همکاری آموزشی دارد.